# Divertimento en trio
Le Divertimento en trio est une œuvre en trio pour clarinette, basson et piano composée par Caroline Boissier-Butini vers 1815.

## Contexte
L'œuvre est la seule pièce à plusieurs instruments qui ait été retrouvée dans son intégralité. La formation en trio pour clarinette, basson et piano est plutôt rare. Lors de la composition, le bassoniste Albert-Henri Wolff-Hauloch et le clarinettiste Rostan étaient présents à Genève où ils se produisaient régulièrement ensemble. Le basson et la clarinette subissent des perfectionnement à cette époque, ce qui s'accompagne d'un élargissement rapide de leur répertoire.
Au XIXe siècle, un divertissement désigne, en France, les danses et airs qui s'insèrent dans un ballet ou un opéra et qui n'ont pas de lien direct avec la narration. Ils peuvent être joués comme une composition symphonique autonome.

## Structure
L'œuvre comprend deux mouvements :
1. Allegretto con spirito
2. Rondeau tempo di Pollaca

## Analyse
L'œuvre donne à entendre dans ces deux mouvements, chacun se basant sur un thème avec variation, des musiques populaires et des chants du peuple. Les deux thèmes inspirés de la musique populaire qui donnent le ton dans le Divertimento n'ont pas pu être identifiés sur la base des recueils de chant nationaux publiés en Suisse dans les années 1810. Il peut s'agir d'« airs nationaux » composés par Caroline Boissier-Butini elle-même, une pratique qu’elle mentionne dans ses lettres. Le choix des mélodies populaires et d'une polonaise montrent que la compositrice était parfaitement au courant des tendances musicales du moment.

### Rondeau tempo di Pollaca
La polonaise illustre son sens de l'instrumentation qui évoque des ambiances : le thème, lors de ses reprises, rappelle une fois un automate à musique au travers des trilles puissamment rythmés, alors qu'une autre fois, les arpèges du piano suggèrent un accompagnement de guitare.
Le choix de la polonaise pourrait être politique, dans la mesure où les Genevois se solidarisaient avec la lutte d’indépendance de la Pologne au début du XIXe siècle, ce qui se confirme par le fait que le héros polonais Tadeusz Kościuszko, était le patient du père de la compositrice et que cette dernière a toujours fait preuve d’une grande compassion pour les peuples opprimés.

## Discographie
- Caroline Boissier-Butini : Piano Concerto no 5 Irish – Piano Concerto no 6 La Suisse – Divertimento for Piano, Clarinet & Bassoon – Adalberto Maria Riva (piano) ; Sarah van Cornewal (flûte) ; Pierre-André Taillard (clarinette) ; Rogério Gonçalves (basson) ; Ensemble Le Moment Baroque ; Jonathan Nubel (direction). GALLO, 2020, CD-1627